# Pieve di San Leolino (Panzano in Chianti)
La pieve di San Leolino è un luogo di culto cattolico di Panzano in Chianti, una frazione di Greve in Chianti in provincia di Firenze, diocesi di Fiesole.

## Storia
È ricordata fin dal 982, con la denominazione di San Leolino a Flacciano, in una pergamena dell'abbazia di Passignano ma da due frammenti scultorei conservati all'interno si può ipotizzare che la chiesa abbia un'origine ancora più antica.
L'edificio risale al XII secolo come si può dedurre dalle caratteristiche strutturali e stilistiche. In epoca medievale la chiesa ebbe una grande importanza e da essa dipendevano 14 chiese suffraganee, tra cui quella interna al castello di Panzano. Nel 1508 il patronato della chiesa passò all'ospedale di fiorentino di Santa Maria Nuova e dal XVI secolo iniziarono i lavori di restauro e trasformazione che dettero alla chiesa l'aspetto esteriore ancora visibile.
Nel 1942 furono intrapresi dei restauri che riportarono la chiesa al primitivo aspetto romanico.

## Descrizione
La pieve di San Leolino è una basilica a tre navate scandite da pilastri quadrangolari in bozze di alberese conclusa con una scarsella ed è coperta da capriate lignee.
Nel XVI secolo fu costruito il portico in facciata con colonne in arenaria e il portale in pietra serena.
All'interno in corrispondenza della prima campata di destra venne collocato il fonte battesimale monolitico dalle forme molto, semplici.
Sempre nel XVI secolo venne demolita l'abside semicircolare e venne sostituita con una scarsella quadrangolare; le due absidi minori sono state realizzate in epoca più recente e sono frutto di invenzione.
Nel XVIII secolo la chiesa subì una trasformazione interna in stile barocco: vennero intonacate le pareti, e vennero costruiti gli altari laterali, tutti interventi rimosso con i restauri del 1942 e in occasione del restauro dei primi anni ottanta è stato rifatto anche il pavimento interno.
Da un portale collocato sulla parete destra si accede ad un piccolo chiostro, il cui porticato presenta una copertura in legno sorretta da colonne in mattoni. Sui lati del portico si aprono i locali della canonica che per lo stile dei portali e delle finestre devono essere stati realizzati nel Cinquecento. 
Del complesso della pive fanno parte anche i fabbricati della fattoria.
Sulla sinistra, rispetto alla facciata, è l'oratorio della Compagnia del Santissimo Sacramento. Si tratta di una piccola chiesa caratterizzata per la semplice e dignitosa facciata settecentesca. Il portale, con frontone spezzato, e la sovrastante finestra gli spigoli angolari e gli spioventi del tetto presentano tutti una cornice in pietra serena.

### Opere d'arte

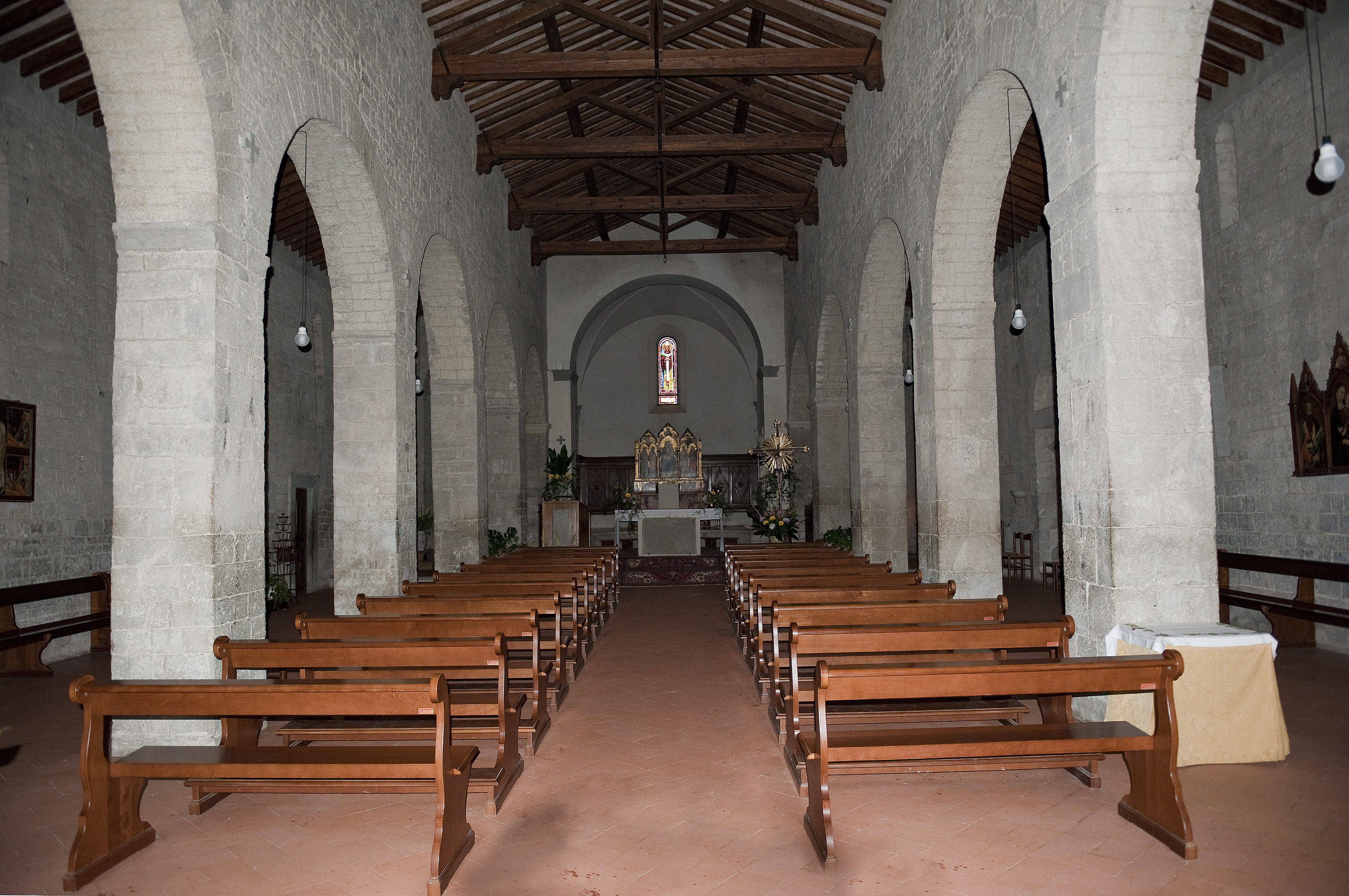
Interno

All'interno della pieve sono conservate numerose opere d'arte. Il più antico è una lastra di arenaria, da considerarsi forse un pluteo, che viene usata come sostegno della mensa d'altare; questa opera presenta una decorazione a ornato depresso raffigurante una croce con intrecci di nastri solcati e vortici databile tra l'VIII e il IX secolo.
Tra le opere pittoriche sono notevoli:
- Madonna in trono tra i santi Pietro e Paolo e storie della loro vita, un dossale risalente al XIII secolo e attribuito a Meliore di Jacopo;
- Madonna in trono col Bambino e due angeli, un trittico attribuito a Mariotto di Nardo posto all'altare maggiore e affiancato dagli scomparti laterali dove sono raffigurati San Francesco, san Giovanni Battista, sant'Eufròsino e san Lorenzo
- Madonna col Bambino tra i santi Caterina, Pietro e Paolo , un altro trittico attribuito da Bernard Berenson al Maestro di Panzano, un pittore vicino a Barna da Siena e Bartolo di Fredi,  e databile alla fine del XIV secolo
- Battesimo di Gesù, un affresco riferito a Raffaellino del Garbo collocato nella cappella battesimale (molto ridipinto nel XIX secolo);
- Madonna, il Bambino e due angeli, piccola tavola cuspidata del XV secolo della scuola fiorentina;

Tra le opere plastiche, oltre al pluteo altomedievale, sono da segnalare:
- due tabernacoli in terracotta invetriata ascrivibili alla bottega di Giovanni della Robbia e collocati presso l'altare (commissionati da Leonardo Buonafede);
- Sant'Eufròsino, busto reliquiario in gesso databile al XVIII secolo, un tempo appartenuto all'oratorio di Sant'Eufròsino

## Antico piviere di San Leolino

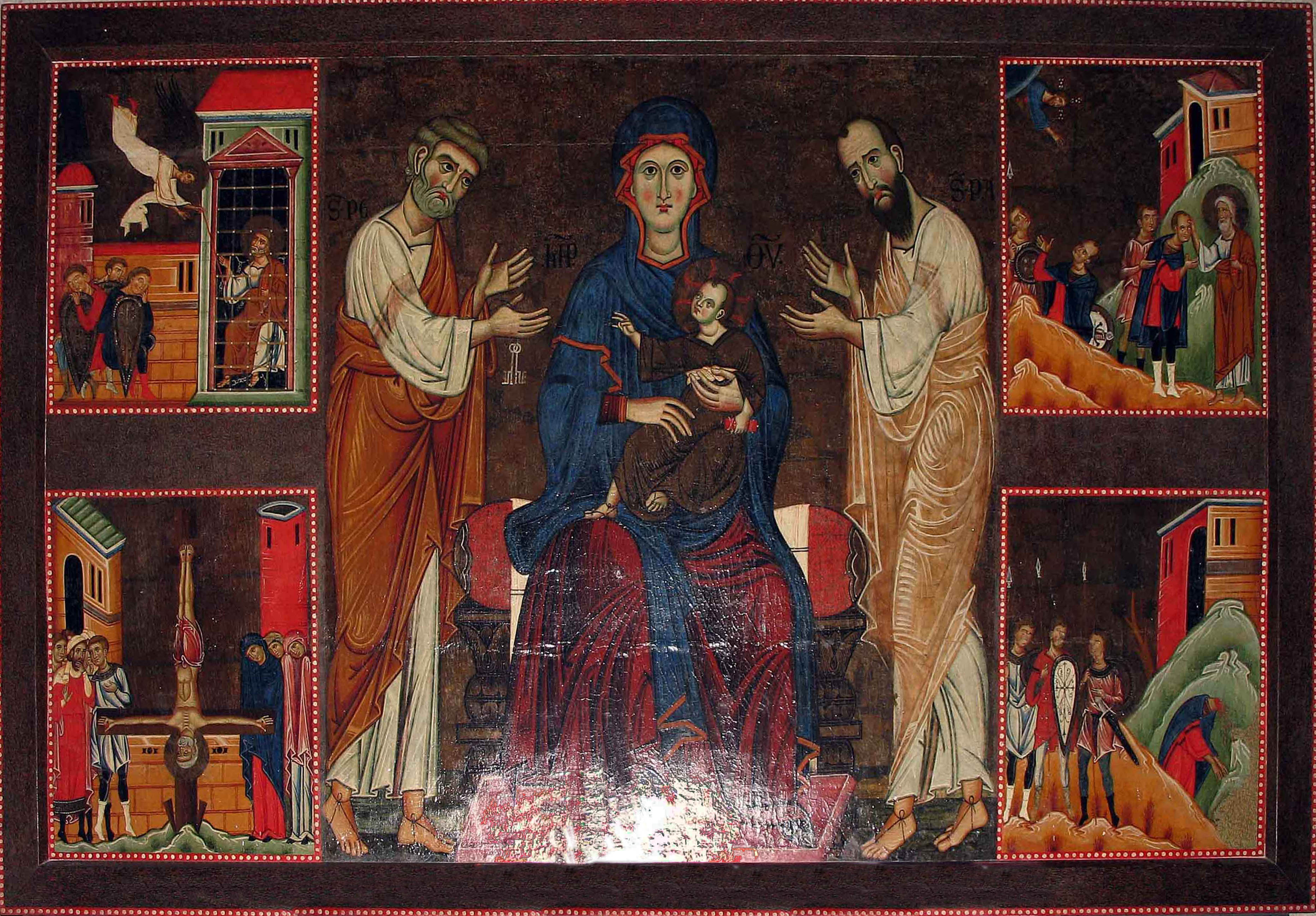
Meliore di Jacopo, Madonna in Trono tra i Santi Pietro e Paolo e storie della loro vita

- Chiesa di San Piero in Pesa (annesso alla pieve)
- Chiesa di Santa Maria nel castello di Panzano
- Chiesa di San Giorgio a Grignano
- Chiesa di Santa Lucia a Favale (distrutta)
- Chiesa di San Lorenzo a Grignano di sopra
- Chiesa di Santa Lucia a Monteripaldi (annessa alla precedente)
- Chiesa di Sant'Andrea a Grignanello (annessa alla pieve)
- Chiesa di San Clemente a Grignano (annessa alla pieve)
- Chiesa di San Michele di Montanino (distrutta)
- Chiesa di Santa Maria in Petriolo
- Chiesa di San Martino alle Stinche
- Chiesa di Santo Stefano di Brustino (distrutta)
- Chiesa di San Niccolò a Montagliari
- Chiesa di San Jacopo a Pietrafitta

## Bibliografia

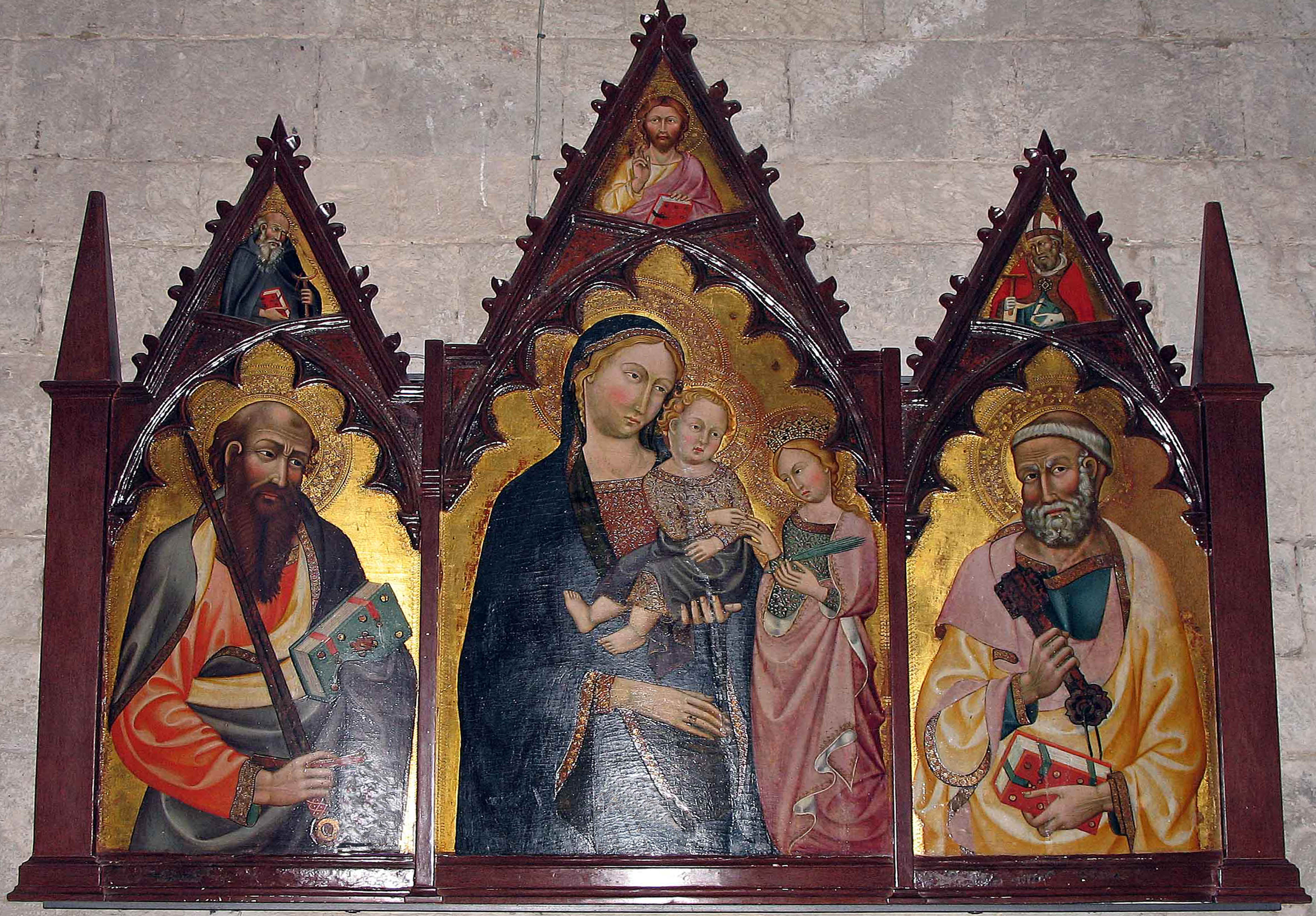
Maestro di Panzano, Madonna col Bambino tra i Santi Caterina, Pietro e Paolo